# Черепашинцы
Черепа́шинцы (укр. Черепашинці) — село в Калиновском районе Винницкой области Украины. Расположено на реке Постолова (левый приток Южного Буга).
Расположено в 12 км от районного центра — Калиновки, и в 48 км от областного центра — Винницы.
У села расположен остановочный пункт Черепашинцы на железнодорожной линии Казатин — Жмеринка.
Код КОАТУУ — 0521688803. Население по переписи 2001 года составляет 1571 человек. Почтовый индекс — 22443. Телефонный код — 4333.
Занимает площадь 0,477 км².
Адрес местного совета: 22443, Винницкая область, Калиновский р-н, с. Черепашинцы, ул. Центральная, 5
В селе действует храм Покрова Пресвятой Богородицы Калиновского благочиния Винницкой епархии Украинской православной церкви.
В 1990-х годах у села добывали гранит и белую глину. После приостановки добычи карьер был затоплен подземными водами, и образовался водоём — Черепашинецкий карьер, ставший популярным местом отдыха.